# Regina Elena (cuirassé)
Le Regina Elena était le navire de tête de la classe Regina Elena de cuirassés pré-dreadnought construits pour la Regia Marina italienne.
Le navire a été construit par le chantier naval de La Spezia entre 1901 et 1907, et était armé d'une batterie principale de deux canons de 305 mm (12 pouces) et de douze canons de 203 mm (8 pouces). Il était assez rapide pour l'époque, avec une vitesse de pointe de près de 21 nœuds (39 km/h). Le Regina Elena a participé à la fois à la guerre italo-turque contre l'Empire ottoman en 1911-1912, où il a pris part à la conquête italienne de la Cyrénaïque, et à la Première Guerre mondiale en 1915-1918, où il n'a pas été utilisé en raison de la menace des sous-marins dans les limites étroites de la mer Adriatique. Il a été conservé pendant quelques années après la guerre, mais il a finalement été détruit en février 1923 et envoyé à la casse.

## Conception
Les plans de la classe Regina Elena ont été préparés par le célèbre ingénieur naval Vittorio Cuniberti, alors ingénieur en chef de la Regia Marina italienne (Marine royale). La Marine a spécifié un navire qui serait plus puissant que les croiseurs blindés contemporains et plus rapide que les cuirassés étrangers pré-dreadnought, avec un déplacement ne dépassant pas 13 000 tonnes longues (13 210 t). Les deux premiers navires - Regina Elena et Vittorio Emanuele - ont été commandés pour l'année fiscale 1901, et la dernière paire - Roma et Napoli - a été autorisée l'année suivante.

### Caractéristiques

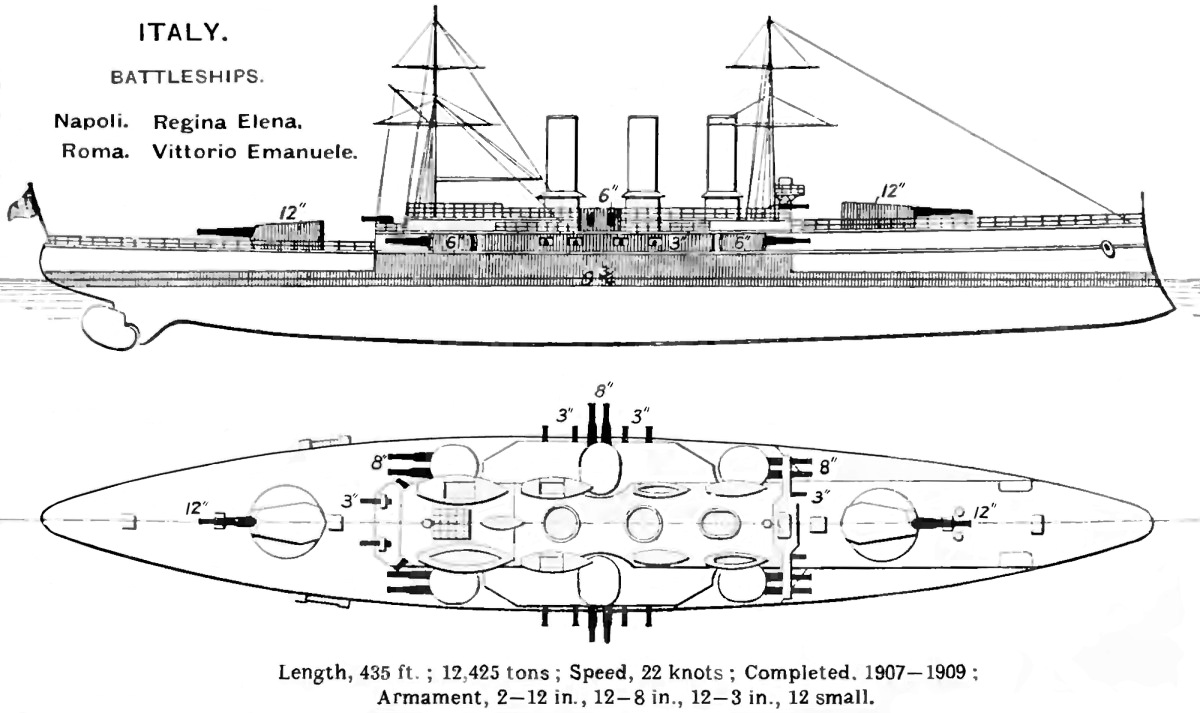
Dessin au trait des cuirassés de la classe Regina Elena, tiré de l'édition 1912 du Brassey's Naval Annual.

Le Regina Elena avait une longueur totale de 144,6 mètres (474 pieds), une largeur de 22,4 m (73 pieds) et un tirant d'eau maximal de 8,58 m (28,1 pieds). Il déplaçait 13 807 tonnes longues (14 029 t) à pleine charge. Le navire avait une proue légèrement inversée et un long pont de gaillard qui s'étendait au-delà du mât principal. Le Regina Elena avait un équipage de 742 à 764 officiers et hommes de troupe.
Son système de propulsion était composé de deux moteurs à vapeur verticaux à triple expansion, chacun entraînant une hélice. La vapeur pour les moteurs était fournie par 28 chaudières Belleville alimentées au charbon qui étaient ventilées dans trois cheminées. Le système de propulsion du navire avait une puissance nominale de 19 299 chevaux (14 391 kW) et offrait une vitesse maximale de 20,8 nœuds (38,5 km/h) et une autonomie d'environ 10 000 milles nautiques (19 000 km) à 10 nœuds (19 km/h),.
Tel que construit, le navire était armé d'une batterie principale de deux canons de 305 mm (12 pouces) de calibre 40 placés dans deux tourelles à un seul canon, une à l'avant et une à l'arrière. Le navire était également équipé d'une batterie secondaire de douze canons de 203 mm (8 pouces) de calibre 45 placés dans six tourelles jumelles au milieu du navire. La défense à courte portée contre les torpilleurs était assurée par une batterie de seize canons de 76 mm (3 pouces) de calibre 40 dans des casemates et des supports pivotants. Le Regina Elena était également équipé de deux tubes lance-torpilles de 450 mm (17,7 pouces) placés dans la coque sous la ligne de flottaison.
Le Regina Elena était protégé par de l'acier Krupp fabriqué à Terni. La ceinture principale avait une épaisseur de 250 mm (9,8 pouces) et le pont une épaisseur de 38 mm (1,5 pouces). Le tour de contrôle était protégé par un blindage de 254 mm (10 in). Les canons de la batterie principale avaient un blindage de 203 mm d'épaisseur, et les tourelles des canons secondaires avaient des flancs de 152 mm (6 pouces) d'épaisseur.

## Service
Le Regina Elena a été construit au chantier naval de l'Arsenal militaire maritime de La Spezia à La Spezia le 27 mars 1901, et a été lancé le 19 juin 1904. Après l'achèvement des travaux d'armement, il a été mis en service dans la flotte italienne le 11 septembre 1907. Il a ensuite servi dans l'escadre de la Méditerranée et était prêt pour les manœuvres annuelles de fin septembre et de début octobre, sous le commandement du vice-amiral Alfonso di Brocchetti. En avril 1908, le Regina Elena a participé à une manifestation navale au large de l'Asie Mineure pour protester contre la décision ottomane d'interdire les bureaux de poste italiens en territoire ottoman. Le navire était alors commandé par le prince Luigi Amedeo, duc des Abruzzes. Le navire se rendit à Messine à la suite du tremblement de terre de Messine de 1908. Le Regina Elena resta dans l'escadron de service actif jusqu'en 1910, date à laquelle ses trois navires-jumeaux (sister-ship) furent achevées, portant le nombre total de cuirassés de première ligne à six, y compris les deux cuirassés de classe Regina Margherita.

### Guerre italo-turque

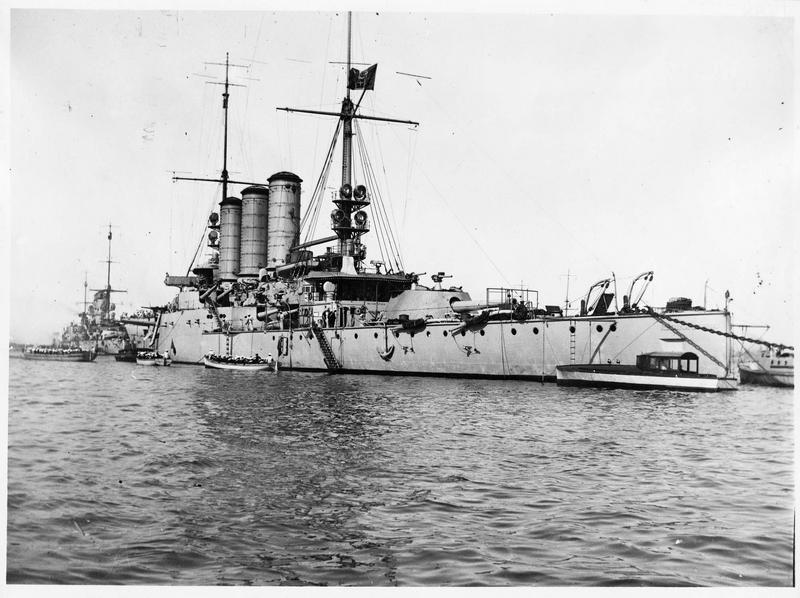
Le Regina Elena au mouillage

Le 29 septembre 1911, le royaume d'Italie déclare la guerre à l'Empire ottoman afin de s'emparer de la Libye. Pendant la durée du conflit, le Regina Elena est affecté à la 1re division de la 1re escadre avec ses trois navires-jumeaux, sous le commandement du vice-amiral Augusto Aubry. Elle rejoint l'escadron tardivement, le 5 octobre. Le 18 octobre, le Regina Elena et ses trois navires-jumeaux, ainsi que trois croiseurs et plusieurs destroyers et torpilleurs, escortent un convoi qui transporte la moitié de la 2e division d'infanterie à Benghazi. Lorsque les Ottomans ont refusé de rendre la ville avant l'assaut amphibie, la flotte italienne a ouvert le feu sur les défenseurs turcs à 8 heures, tandis que les groupes de débarquement des navires et de l'infanterie de l'armée descendaient à terre. Les Italiens ont rapidement forcé les Ottomans à se retirer dans la ville dans la soirée. Après un court siège, les forces ottomanes se sont retirées le 29 octobre, laissant la ville aux Italiens.
En décembre, le Regina Elena et les autres navires du 1er escadron étaient dispersés dans les ports de la Cyrénaïque. Le Regina Elena, le Roma et le croiseur blindé San Marco étaient stationnés à Benghazi, le Regina Elena étant récemment arrivé de Tobrouk. Pendant leur séjour, ils ont soutenu l'armée italienne qui occupait la ville et ses environs en fournissant des équipes de débarquement et un appui-feu aux troupes terrestres. L'appui-feu fourni par le Regina Elena a contribué à la défaite d'une attaque majeure de la ville par une armée ottomane les 14 et 15 décembre. Au début de 1912, la majeure partie de la flotte s'était retirée en Italie pour être réparée et remise en état, ne laissant qu'une petite force de croiseurs et d'embarcations légères pour patrouiller la côte nord-africaine.
En mars 1914, le Regina Elena a participé à des expériences de télégraphie sans fil à Syracuse, en Sicile. Les essais ont été effectués par Guglielmo Marconi et ont été supervisés par le duc des Abruzzes.

### Première Guerre mondiale

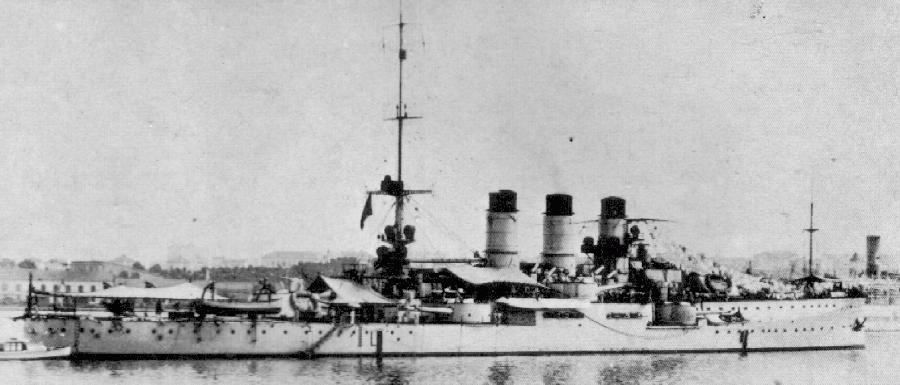
Le Regina Elena à Tarente en mai 1915.

L'Italie a déclaré sa neutralité après le début de la Première Guerre mondiale en août 1914, mais en juillet 1915, la Triple-Entente avait convaincu les Italiens d'entrer en guerre contre les puissances centrales. Le principal adversaire naval pendant toute la durée de la guerre est la marine austro-hongroise; le chef d'état-major de la marine, l'amiral Paolo Thaon di Revel, estime que la menace des sous-marins (unterseeboote) dans les eaux confinées de l'Adriatique est trop sérieuse pour permettre une politique active de la flotte. Il prévoit donc un blocus à distance avec la flotte de combat, tandis que des navires plus petits, comme les bateaux MAS, effectuent des raids. Les navires lourds de la flotte italienne seraient préservés pour une éventuelle bataille majeure au cas où la flotte austro-hongroise sortirait de ses bases.
Par conséquent, la carrière du navire pendant la guerre a été limitée. Pendant la guerre, le Regina Elena et ses trois navires-jumeaux ont été affectés à la 2e division. Ils ont passé une grande partie de la guerre à se relayer entre les bases de Tarente, Brindisi et Valona, mais n'ont pas participé aux combats. Les 14 et 15 mai 1917, trois croiseurs légers de la marine austro-hongroise ont fait un raid sur le barrage d'Otrante ; lors de la bataille du détroit d'Otrante, le Regina Elena et ses navires-jumeaux ont fait monter la vapeur pour aider les navires de guerre alliés, mais le commandant italien a refusé de les autoriser à se joindre à la bataille de peur de risquer leur perte dans l'Adriatique infestée de sous-marins.
Selon les termes du Traité naval de Washington, l'Italie a été autorisée à conserver le Regina Elena et ses trois navires-jumeaux. La marine italienne aurait pu garder les navires en service indéfiniment, mais ils ne pouvaient pas être remplacés par de nouveaux cuirassés selon la pratique normale du système du Traité. Néanmoins, le Regina Elena a été rayé du registre naval le 16 février 1923 et ensuite démoli pour être mis à la ferraille.